# Torre del Pozzo
Torre del Pozzo (Sa Turre de su Putu in lingua sarda ) è una borgata marina del comune di Cuglieri in provincia di Oristano.
Il suo nome deriva dalla presenza della caratteristica torre d'avvistamento ispanica presente in diverse località marine sarde e da un pozzo naturale scavato dall'erosione che dal promontorio  va al mare. Il corridoio aperto nella roccia raggiunge il mare aperto ed è percorribile dai sub.
La borgata si caratterizza per un'architettura singolare e poco omogenea, fatta di case indipendenti di discrete dimensioni, ed è divisa in due parti dalla Strada statale 292.
Da qui ha inizio la spiaggia di Is Arenas il cui primo tratto è roccioso fino quasi a un chiosco bar che viene aperto in estate, da qui in poi è solo sabbia fino alla fine della spiaggia.

## Galleria d'immagini

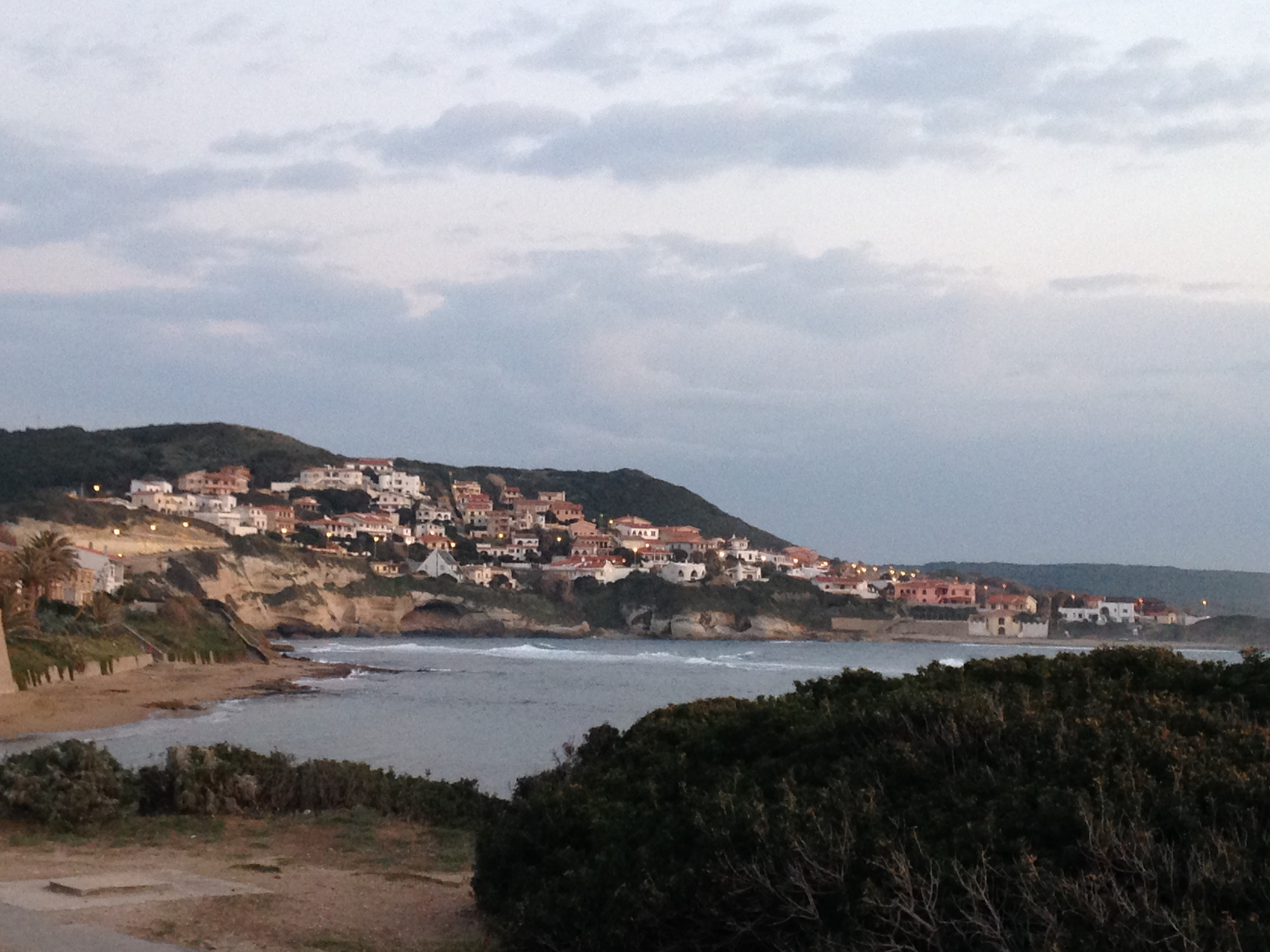
Borgata di Torre del Pozzo vista da S'Archittu
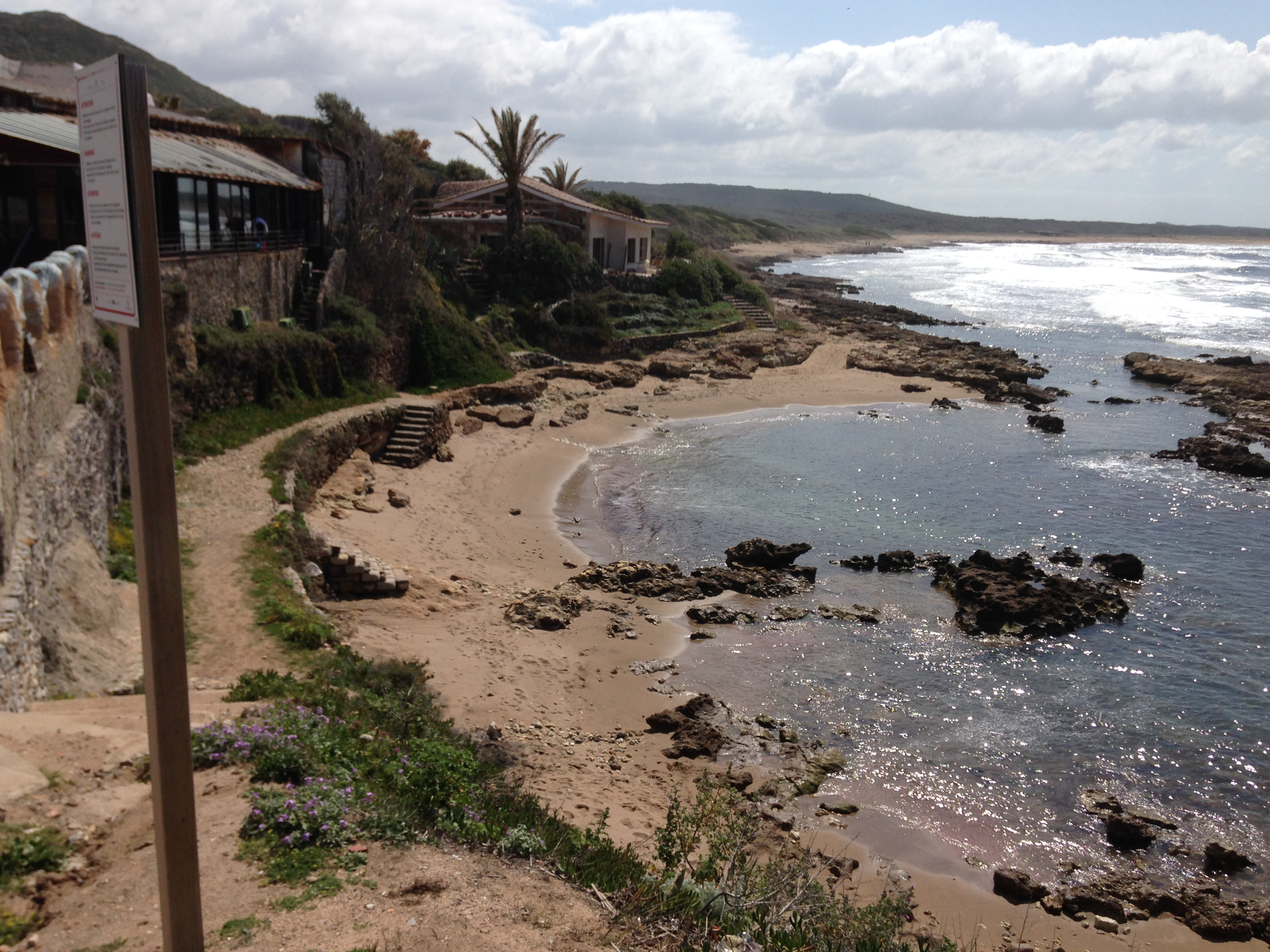
Spiaggia di Torre del Pozzo